# The Master’s Bedroom Is Worth Spending a Night In
The Master’s Bedroom Is Worth Spending a Night In — седьмой студийный альбом американской рок-группы Osees из Сан-Франциско. Он был выпущен 8 апреля 2008 года лейблом In the Red Records. Это первый альбом, выпущенный под названием «Thee Oh Sees», после того как группа ранее была известна как «OCS», «The Ohsees» и «The Oh Sees». Это их седьмой студийный альбом в целом.

## История
В их предыдущем альбоме, Sucks Blood, название «Thee Oh Sees» уже использовалось на внутренней стороне обложки как CD, так и винилового издания, в то время как на внешней стороне обложки по-прежнему использовалось название «The OhSees».
Название этого альбома, по-видимому, взято из картины немецкого и французского художника-сюрреалиста Макса Эрнста «Спальня хозяина, в которой стоит провести ночь» 1920 года. Кроме того, эта фраза является строкой из песни Mekons «Hostile Mascot» из их альбома Retreat From Memphis.
Этот альбом ознаменовал первое появление Майка Шоуна, барабанщика, который присоединился к группе после ухода предыдущего барабанщика, Патрика Маллинса. Приход Шоуна ознаменовал изменение в звучании группы. Джон Дуайер отметил, что его стиль «сделал музыку более весёлой». Изменение стиля можно наблюдать в альбоме Thee Hounds of Foggy Notion, который был записан до создания The Master’s Bedroom Is Worth Spending a Night In (оба альбома были выпущены в 2008 году). Песни «Block of Ice» и «Ghost In The Trees» присутствуют в обоих альбомах, но последние исполнения на The Master’s Bedroom… более быстрые и более ориентированные на рок. В «Two Drummers Disappear» также участвует Крис Вудхаус в качестве второго барабанщика. Вудхаус был звукорежиссёром двенадцати песен альбома, которые были записаны в Сан-Франциско. Остальные три трека, «Graveyard Drug Party», «Maria Stacks» и «You Will See This Dog Before You Die», были записаны в Нью-Йорке с инженерами по микшированию Дэйвом Ситеком (из TV on the Radio) и Крисом Муром. Джигмае Бэр был барабанщиком для этих трёх треков, а не Майк Шоун.

## Отзывы
| Оценки критиков  | Оценки критиков |
| Источник         | Оценка          |
| ---------------- | --------------- |
| Allmusic         | [ 8 ]           |
| The A.V. Club    | (B+) link       |
| Drowned in Sound | (6/10) link     |
| Pitchfork Media  | (7.2/10) link   |
| PopMatters       | (3/10) link     |
| Tiny Mix Tapes   | link            |

Альбом получил положительные отзывы от музыкальных критиков.
Марк Деминг написал в AllMusic, что «Представьте, что может получиться, если смешать песни „Songs the Lord Taught Us“ группы The Cramps и „The Days of Wine and Roses“ группы The Dream Syndicate. А теперь представьте, что из полученного результата удалили вокальные партии, и вместо них на передний план вышли группы Thee Headcoatees, Southern Culture on the Skids и The Mamas & the Papas, борющиеся за звуковое превосходство. Представили? Трудно сказать, будет ли результат похож на The Master’s Bedroom Is Worth Spending a Night In, дебютный альбом последнего проекта Джона Дуайера Thee Oh Sees, но, по крайней мере, эти два альбома будут звучать гармонично, если их слушать подряд. Насыщенный плотными слоями эхо-гитар и грохочущих барабанов, The Master’s Bedroom определённо звучит как продукт какого-то славного периода расширения сознания. Однако в данном случае Дуайер и его партнёры Бриджит Доусон, Пити Даммит и Майк Шоун, по крайней мере, предложили путешествие, под которое можно танцевать, полное обильных хуков и настойчивых ритмов, сопровождающих гитарные пассажи, и хотя это скорее „звуковая“ группа, чем „песенная“, мелодии довольно приятны, когда им удаётся всплыть на поверхность, даже если они сочетаются с лирическими концепциями, такими как „Graveyard Drug Party“, „Adult Acid“ и „You Will See This Dog Before You Die“. Thee Oh Sees делают психоделический опыт одновременно угрожающим и весёлым в альбоме The Master’s Bedroom Is Worth Spending a Night In, и если вам нужно что-то подходящее для вашей следующей вечеринки в доме с привидениями, поместите этот альбом в верхнюю часть вашего плейлиста».

## Список композиций
| №   | Название                                              | Длительность |
| --- | ----------------------------------------------------- | ------------ |
| 1.  | «Block of Ice»                                        | 2:14         |
| 2.  | «Visit Colonel»                                       | 3:32         |
| 3.  | «Grease 2»                                            | 2:47         |
| 4.  | «Ghost in the Trees»                                  | 2:14         |
| 5.  | «Two Drummers Disappear»                              | 3:58         |
| 6.  | «Graveyard Drug Party»                                | 3:50         |
| 7.  | «The Master's Bedroom (Is Worth Spending a Night In)» | 2:25         |
| 8.  | «Grease»                                              | 3:10         |
| 9.  | «Adult Acid»                                          | 2:54         |
| 10. | «The Coconut»                                         | 3:10         |
| 11. | «Maria Stacks»                                        | 2:17         |
| 12. | «Poison Finger»                                       | 3:08         |
| 13. | «You Will See This Dog Before You Die»                | 4:08         |
| 14. | «Quadrospazzed»                                       | 5:03         |
| 15. | «Koka Kola Jingle»                                    | 1:16         |

## Участники записи
Thee Oh Sees
- Джон Дуайер — вокал, гитара
- Бриджит Доусон — вокал, клавишные
- Пити Даммит — бас-гитара
- Майк Шоун — ударные

Продюсирование
- Крис Вудхаус — запись, микширование
- Уильям Кейн — оформление
- Арчи Маккей — фотография